# 小行星39428
小行星39428（39428 Emilybrontë）是一颗绕太阳运转的小行星，为主小行星带小行星。该小行星于1973年9月29日发现。
該小行星以英國小說家及詩人艾蜜莉·勃朗特命名。

## 轨道参数
小行星39428的轨道半长轴为2.4683616 UA，离心率为0.202。